# Toni Podpolinski
Toni Podpolinski (* 16. Dezember 1986 in Cottbus) ist ein ehemaliger deutscher Handballspieler, der beim VfL Lübeck-Schwartau in der 2. Bundesliga unter Vertrag stand.

## Karriere
Beim LHC Cottbus war Podpolinski in der Aufstiegssaison 2006/07 der beste Werfer und erzielte in seiner Regionalligazeit insgesamt 272 Tore. In der Zweitligaspielzeit 2007/08 kam er aufgrund eines Kreuzbandrisses jedoch nicht mehr zum Einsatz und wechselte nach dem Abstieg seines Vereins zum damaligen Zweitligaaufsteiger VfL Bad Schwartau (seit 2017 VfL Lübeck-Schwartau) nach Schleswig-Holstein. Vor seiner Verletzung gehörte der Spieler zur Junioren-Nationalmannschaft des DHB.
Auch in seiner ersten Zweitligaspielzeit mit dem VfL konnte Podpolinski aufgrund einer Verletzung (Mittelhandbruch) nicht alle Spiele absolvieren, erzielte in seinen 18 Einsätzen jedoch mehr als 80 Tore. Während der Saison verlängerte er dabei seinen Vertrag beim VfL vorzeitig bis zum Ende der Spielzeit 2010/11.
Der größte Erfolg in seiner Karriere ist das Erreichen des DHB-Pokal-Viertelfinals 2009/10, das mit 29:36 gegen den HSV Hamburg verloren ging.
Nach der Saison 2014/15 wurde bei ihm Lymphdrüsenkrebs diagnostiziert, woraufhin er pausierte. Am 10. Februar 2017 feierte er sein Comeback. Nach der Saison 2018/19 beendete Podpolinski seine Karriere.

## Saisonstatistiken als Profi-Handballer
| Saison    | Verein            | Spielklasse        | Spiele | Tore | Tore pro Spiel | 7-Meter | Feldtore | Zeitstrafen |
| --------- | ----------------- | ------------------ | ------ | ---- | -------------- | ------- | -------- | ----------- |
| 2007/08   | LHC Cottbus       | 2. Bundesliga Nord | 0      | 0    | 0              | 0       | 0        | 0           |
| 2008/09   | VfL Bad Schwartau | 2. Bundesliga Nord | 18     | 89   | 4,9            | 0       | 89       | 1           |
| 2009/10   | VfL Bad Schwartau | 2. Bundesliga Nord | 21     | 95   | 4,5            | 0       | 95       | 8           |
| 2010/11   | VfL Bad Schwartau | 2. Bundesliga Nord | 30     | 104  | 3,5            | 0       | 104      | 9           |
| 2011/12   | VfL Bad Schwartau | 2. Bundesliga      | 38     | 161  | 4,2            | 1       | 160      | 15          |
| 2012/13   | VfL Bad Schwartau | 2. Bundesliga      | 35     | 114  | 3,3            | 0       | 114      | 15          |
| 2013/14   | VfL Bad Schwartau | 2. Bundesliga      | 34     | 166  | 4,9            | 0       | 166      | 15          |
| 2014/15   | VfL Bad Schwartau | 2. Bundesliga      | 27     | 123  | 4,6            | 0       | 123      | 5           |
| 2015/16   | VfL Bad Schwartau | 2. Bundesliga      | 0      | 0    | 0              | 0       | 0        | 0           |
| 2016/17   | VfL Bad Schwartau | 2. Bundesliga      | 14     | 20   | 1,4            | 0       | 20       | 5           |
| 2017/18   | VfL Bad Schwartau | 2. Bundesliga      | 26     | 53   | 2,0            | 0       | 53       | 5           |
| 2018/19   | VfL Bad Schwartau | 2. Bundesliga      | 17     | 24   | 1,4            | 0       | 24       | 4           |
| 2007–2019 | gesamt            | 2. Bundesliga      | 260    | 1053 | 4,1            | 1       | 1052     | 82          |

## Privates
Toni Podpolinski ist seit dem 20. Juni 2014 mit der Handballspielerin Jana Podpolinski verheiratet.

## Trivia
Podpolinski nahm im Februar 2017 in Folge 129 an der TV-Quizshow Gefragt – Gejagt teil und erspielte dabei 2000 € für sein Team.